# Кубок світу з біатлону 2007—2008
Кубок світу з біатлону в сезоні 2007—2008 проходив з 28 листопада 2007 по 18 березня 2008 й складався з 10 етапів, включно з чемпіонатом світу в Естерсунді.

## Календар
Розклад змагань Кубка світу в сезоні 2007—2008.
| Місце проведення | Дата                    | Спринт | Персьют | Мас-старт | Індив. гонка | Естафета | Змішана естафета | Детальніше      |
| ---------------- | ----------------------- | ------ | ------- | --------- | ------------ | -------- | ---------------- | --------------- |
| Контіолагті      | 28 листопада — 2 грудня | ●      | ●       |           | ●            |          |                  | детальніше      |
| Гохфільцен       | 6—9 грудня              | ●      | ●       |           |              | ●        |                  | детальніше      |
| Поклюка          | 12—16 грудня            | ●      |         |           | ●            | ●        |                  | детальніше      |
| Обергоф          | 2—6 січня               | ●      |         | ●         |              | ●        |                  | детальніше      |
| Рупольдінг       | 8—13 січня              | ●      | ●       |           |              | ●        |                  | детальніше      |
| Антерсельва      | 16—20 січня             | ●      | ●       | ●         |              |          |                  | детальніше      |
| Естерсунд        | 8—17 лютого             | ●      | ●       | ●         | ●            | ●        | ●                | Чемпіонат світу |
| Пхьончхан        | 10 лютого — 2 березня   | ●      | ●       |           |              |          | ●                | детальніше      |
| Ханти-Мансійськ  | 5—9 березня             | ●      | ●       | ●         |              |          |                  | детальніше      |
| Холменколлен     | 12—16 березня           | ●      | ●       | ●         |              |          |                  | детальніше      |
| Загалом          | Загалом                 | 10     | 8       | 5         | 3            | 5        | 2                |                 |

## Таблиці

### Загальний залік. Чоловіки
| Місце | Біатлоніст                 | Очки |
| ----- | -------------------------- | ---- |
|       | Уле-Ейнар Б'єрндален (NOR) | 869  |
| 2     | Дмитро Ярошенко (RUS)      | 696  |
| 3     | Еміль-Гегле Свендсен (NOR) | 687  |

### Спринт. Чоловіки
| Місце | Біатлоніст                 | Очки |
| ----- | -------------------------- | ---- |
|       | Уле-Ейнар Б'єрндален (NOR) | 383  |
| 2     | Дмитро Ярошенко (RUS)      | 291  |
| 3     | Еміль-Гегле Свендсен (NOR) | 253  |

### Переслідування. Чоловіки
| rank | name                       | Очки |
| ---- | -------------------------- | ---- |
|      | Уле-Ейнар Б'єрндален (NOR) | 247  |
| 2    | Дмитро Ярошенко (RUS)      | 233  |
| 3    | Б'єрн Феррі (SWE)          | 221  |

### Мас-старт. Чоловіки
| Місце | Біатлоніст                 | Очки |
| ----- | -------------------------- | ---- |
|       | Уле-Ейнар Б'єрндален (NOR) | 180  |
| 2     | Микола Круглов (RUS)       | 143  |
| 3     | Дмитро Ярошенко (RUS)      | 128  |

### Індивідуальна гонка
| Місце | Біатлоніст                 | Очки |
| ----- | -------------------------- | ---- |
|       | Венсан Дефран (FRA)        | 104  |
| 2     | Еміль-Гегле Свендсен (NOR) | 100  |
| 3     | Галвар Ганеволл (NOR)      | 82   |

### Естафета. Чоловіки
| Місце | Країна    | Очки |
| ----- | --------- | ---- |
| 1     | Норвегія  | 196  |
| 2     | Росія     | 192  |
| 3     | Німеччина | 175  |

## Таблиці. Жінки

### Загальний залік. Жінки
| Місце | Біатлоністка           | Очки |
| ----- | ---------------------- | ---- |
|       | Маґдалена Нойнер (GER) | 818  |
| 2     | Сандрін Баї (FRA)      | 805  |
| 3     | Андреа Генкель (GER)   | 776  |

### Спринт. Жінки
| Місце | Біатлоністка           | Очки |
| ----- | ---------------------- | ---- |
|       | Маґдалена Нойнер (GER) | 326  |
| 2     | Сандрін Баї (FRA)      | 318  |
| 3     | Каті Вільгельм (GER)   | 306  |

### Переслідування. Жінки
| Місце | Біатлоністка         | ОЧки |
| ----- | -------------------- | ---- |
|       | Сандрін Баї (FRA)    | 300  |
| 2     | Андреа Генкель (GER) | 289  |
| 3     | Каті Вільгельм (GER) | 253  |

### Мас-старт. Жінки
| Місце | Біатлоністка           | Очки |
| ----- | ---------------------- | ---- |
|       | Маґдалена Нойнер (GER) | 186  |
| 2     | Каті Вільгельм (GER)   | 138  |
| 3     | Гелена Юнссон (SWE)    | 135  |

### Індивідуальна гонка
| Місце | Біатлоністка          | Очки |
| ----- | --------------------- | ---- |
|       | Мартіна Бек (GER)     | 139  |
| 2     | Тетяна Моїсєєва (RUS) | 111  |
| 3     | Катерина Юр'єва (RUS) | 107  |

### Естафета
| Місце | Країна    | Очки |
| ----- | --------- | ---- |
| 1     | Німеччина | 200  |
| 2     | Росія     | 178  |
| 3     | Франція   | 172  |

## Кубок націй
| Місце | Країна    | Очки |
| ----- | --------- | ---- |
| 1     | Норвегія  | 5830 |
| 2     | Росія     | 5744 |
| 3     | Німеччина | 5450 |
| 4     | Австрія   | 4857 |
| 5     | Швеція    | 4750 |
| 6     | Франція   | 4702 |
| 7     | Чехія     | 4345 |
| 8     | Україна   | 4136 |
| 9     | Італія    | 4031 |
| 10    | Швейцарія | 3831 |

| Місце | Країна    | Очки |
| ----- | --------- | ---- |
| 1     | Німеччина | 5896 |
| 2     | Росія     | 5578 |
| 3     | Франція   | 5071 |
| 4     | Норвегія  | 5044 |
| 5     | Швеція    | 4865 |
| 6     | Україна   | 4582 |
| 7     | КНР       | 4306 |
| 8     | Білорусь  | 4143 |
| 9     | Польща    | 4132 |
| 10    | Словенія  | 4085 |